# Zemljopis Nikaragve
Nikaragva je najveća zemlja u Srednjoj Americi. Smještena između Karipskog mora na istoku, Tihog oceana na zapadu, Kostarike na jugu i Hondurasa na sjeveru. Prostire se na 130.370 km2 i sadrži razne klime i terene. Dijeli se na tri glavna zemljopisna područja pacifičku nizinu, hladniju i vlažniju središnju visoravan i karipsku nizinu.

## Zemljopisna područja

### Pacifička nizina
Pacifička nizina u Kostarici zauzima površinu od obale Tihog oceana do 75 kilometara u unutrašnjost države, te od zaljeva de Fonseca do jezera Nikaragva. Većina područja je ravna, osim linije mladih vulkana, od kojih su mnogi još uvijek aktivni. U ovom dijelu države nalaze se dva velika jezera; Managua (56 km dugo i 24 km široko) i Nikaragva (160 km dugo i 75 km široko) koje spaja rijeka Río Tipitapa koja utječe u jezero Nikarakva. Iz jezera Nikaragva ističe rijeka Río San Juan koja se ulijeva u Karipsko more a čini granicu između Nikaragve i Kostarike.

### Središnja visoravan
Ovo područje nalazi se sjeveroistočno i istočno od Pacifičke nizine. Sastoji se od robusnih planina visokih od 900 do 1.809 metara, mješovitih šuma hrasta i bora, dubokih dolina, potoka i rijeka koje prvenstveno teku prema Karibima. 

### Karipska nizina
Karibska nizina ponekad se smatra sinonimom bivšeg departmana Zelaya, koji je sada podijeljen na dvije autonomne oblasti Sjeverno Karipsku i Južno Karipsku koje čine oko 45% nikaragvskog teritorija. Ova nizina je vruće i vlažno područje koje obuhvaća obalne ravnice, istočne dijelove središnje visoravni i donji dio bazena rijeke Río San Juan. Tlo je uglavnom isprano i neplodno. Borove i palmine savane prevladavaju prema jugu sve do Lagune de Perlas. Tropske kišne šume su karakteristične od Lagune de Perlas do Río San Juan, te u unutrašnjosti uz rijeke kroz savane.
Plodno tlo nalaze se samo duž prirodnih nasipa i uskih poplavnih nizina brojnih rijeka, uključujući Escondido, Río Grande de Matagalpa, Prinzapolka i Coco, te uz mnogo manjih potoka, koji teku sa središnje visoravni i prelaze regiju na putu do mnogih plitkih uvala, laguna i slanih močvara na karipskoj obali.

## Klima
Temperatura u Nikaragvi malo varira s promjenom godišnjih doba, te se mjenja s promjenom nadmorske visine. Nikaragva se može podijeliti na tri klimatske regije. Prva je "vruća zemlja" koja se prostire nizinama do 750 metara nadmorske visine, ovdje noćna temperatura tokom cijele godine je od 21 do 24 °C. Tierra templada ili "umjerena zemlja" je karakteristika većine središnje visoravni, gdje se uzvišenja kreću između 750 do 1.600 metara. "Hladna zemlja"  je na visinama iznad 1.600 metara, dnevni prosjek u ovoj regiji je 22 do 24 °C, s noćnim padovima ispod 15 °C.